# 大江玉淵
大江 玉淵（おおえ の たまふち）は、平安時代前期の貴族。参議・大江音人の子。大江朝綱の父。また、歌人としても知られる遊女・白女を女（むすめ。養女）とした。官位は従四位下。

## 経歴
兵部少丞・式部少丞を経て、光孝朝の仁和2年（886年）従六位上から三階昇進して従五位下に叙爵し、日向守に任ぜられる。その後の経歴は不明であるが、息子である朝綱の参議任官について記した『公卿補任』では、朝綱を「従四位下玉淵男」と記されており、玉淵は従四位下に叙されていたと推定されている。

## 官歴
『日本三代実録』による。
- 元慶5年（881年） 4月9日：見兵部少丞
- 時期不詳：従六位上。式部少丞
- 仁和2年（886年） 正月7日：従五位下（越階）。正月16日：日向守
- 時期不詳：従四位下[2]